# Frank Marino

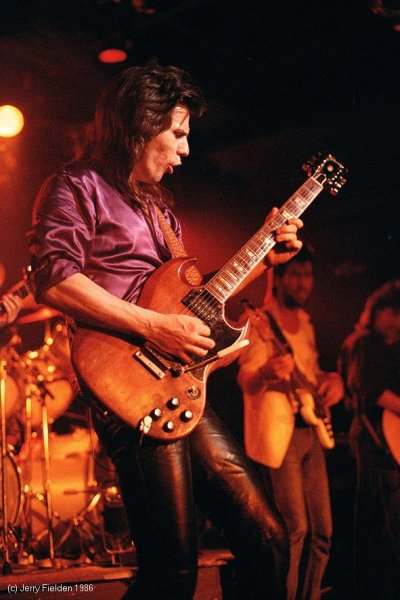
Frank Marino (2006)

Frank Marino (* 20. November 1954 in Montreal, Kanada als Francesco Antonio Marino) ist ein kanadischer Rockmusiker (Gitarre, Gesang, Tasteninstrumente, Schlagzeug) italienischer Abstammung.

## Leben
Marino begann  mit 14 Jahren, Gitarre zu spielen. Ende der 70er-Jahre hatte Mahogany Rush den Höhepunkt der Popularität in der Musikszene erreicht und spielte unter anderem bei dem Festival "California Jam II".
Er wirkte auch auf LPs anderer Künstler mit, u. a. an Tributalben für Albert King und Stevie Ray Vaughan.
2021 kündigte er den Rückzug vom Touren aufgrund seines Gesundheitszustands an.

## Privatleben
Frank Marino ist verheiratet und hat drei Töchter. Der Gitarrist Danny Marino (* 1984) ist sein Neffe; er war Gründungsmitglied der Band The Agonist.

## Musikübersicht
Frank Marinos Stil ist von Jimi Hendrix beeinflusst, doch integrierte Marino in seine Musik verschiedene Richtungen wie Blues, Rock, Jazz und Funk. Auch die teilweise kehlige Stimme und die Art zu singen, erinnern zu Beginn der Karriere deutlich an Jimi Hendrix. Der Hendrix-Einfluss ging jedoch im Laufe der Jahre immer weiter zurück.
1969 formierte Frank Marino zusammen mit Jim Ayoub (Schlagzeug) und Paul Harwood (Bass) die Band Mahogany Rush. Ayoub und Harwood waren Marinos Begleiter bis 1981, Harwood spielte nach 1981 auch auf den LPs „Juggernaut“, „Full Circle“ und „Double Live“. Seit 1982 zählte des Öfteren auch Frank's Bruder Vince (Gitarre) zum Line-Up.
Frank Marino war von Beginn an der bestimmende Faktor innerhalb der Band. Er schrieb fast alle Songs, arrangierte und produzierte bis heute alle Alben.
1972 nahmen der 17-jährige Marino und Mahogany Rush ihr erstes Album namens „Maxoom“ auf. Es folgten „Child Of The Novelty“ (1974) und „Strange Universe“ (1975).
Danach wechselte die Band von 20th Century Records zu Columbia/CBS. Ihr erstes Album für das neue Label hieß „Mahogany Rush IV“ und gilt unter Anhängern als die beste Produktion von Mahogany Rush. Wie schon auf der LP „Strange Universe“ setzte Marino auf einigen Songs dieses Albums auch Mellotron und Synthesizer ein.
Mit der LP „Live“ (1978) änderte sich der Ensemblename zu Frank Marino & Mahogany Rush. Neben bekannten Albumtracks enthielt die LP Coverversionen von "Backdoor Man", "Who Do Ya Love", "Johnny B. Good", "I'm A King Bee" und "Purple Haze" (Hendrix).
„Tales Of The Unexpected“ (1979) enthielt eine Seite mit neuen Stücken, die live eingespielt wurden. Auf der Studioseite finden sich unter anderem Coverversionen von Bob Dylan's "All Along The Watchtower", das auch durch Hendrix populär wurde, sowie "Norwegian Wood" von den Beatles. Der Titelsong (inspiriert durch Hendrix’ "3rd Stone From The Sun") zeigte erstmals deutlich jazzige Einflüsse. „What's Next“ (1980) war die vorläufig letzte LP, auf deren Cover der Name Mahogany Rush erschien.
Unter dem Titel „The Power Of Rock'n'Roll“ (1981) wurde das erste Soloalbum von Frank Marino veröffentlicht. „Juggernaut“ (1982) war ein weiteres Highlight in der Karriere von Frank Marino. Es zeichnet sich durch druckvollen und melodiösen Gitarrenhardrock aus, gelegentlich ergänzt durch Synthesizer. Bruder Vince war an den Aufnahmen beteiligt. Der Einfluss von Hendrix ist nur noch marginal hörbar.
Danach geriet die Karriere ins Stocken, der Plattenvertrag mit Columbia/CBS lief aus. Erst 1986 wurde die nächste LP, „Full Circle“, auf einem kleinen Label veröffentlicht, an der auch wieder Bruder Vince mitbeteiligt war.
„Double Live“ (1988) wurde wieder unter dem Namen Frank Marino & Mahogany Rush veröffentlicht und präsentierte unter anderem Versionen von "Roadhouse Blues" und "Who Do Ya Love". Außerdem feierte der Song "Poppy" seine Albumpremiere. Dieser Song, der nie in einer Studioversion erschien, offenbarte das ganze Talent von Marino. "Poppy" wurde über die Jahre zu einem festen Bestandteil der Liveauftritte.
Nach der LP „From The Hip“ wurde es ruhig um Frank Marino, der bald darauf dem Musikgeschäft den Rücken kehrte.
2001 veröffentlichten Frank Marino & Mahogany Rush das Comeback-Album Eye Of The Storm. Dieses vielseitige Album offenbart auch arabische Einflüsse.
RealLIVE (Doppel-CD) kam 2004 auf den Markt und wurde im September 2001 während eines einzigen Konzerts in Montreal mitgeschnitten. Aufgrund eines technischen Defekts während der Aufnahmen restaurierte Frank Marino den letzten Track des Albums in mühevoller Kleinarbeit anhand von Bootleg-Aufnahmen des Konzerts. Kennzeichnend für dieses Livealbum sind lange Jam-Sessions, viele Songs gehen nahtlos ineinander über. Neben Klassikern aus dem Repertoire von Marino gibt es Versionen von Voodoo Chile (Bluesversion), Red House und Poppy in einer 26-minütigen Fassung mit zahlreichen Zitaten.
Über die Jahre erschienen alle LPs auch als CD, oft von Kleinstlabels angeboten, die inzwischen teilweise als vergriffen gelten. Durch unvorteilhafte Verträge, angeblich verloren gegangene Mastertapes und Desinteresse der Plattenfirma Sony CBS, war es für Frank Marino schwierig, die LPs, die zwischen 1976 und 1982 auf Columbia/CBS erschienen, als Remaster zu veröffentlichen.
Alle anderen LPs wurden inzwischen von Marino persönlich remastert und sind wieder regulär erhältlich.

## Diskografie
- 1973 Maxoom
- 1974 Child Of The Novelty
- 1975 Strange Universe
- 1976 Mahogany Rush IV
- 1977 World Anthem
- 1978 Live
- 1979 Tales Of The Unexpected
- 1980 What's Next
- 1981 The Power Of Rock & Roll
- 1982 Juggernaut
- 1987 Full Circle
- 1988 Double Live
- 1990 From The Hip
- 1999 Guitar Heroes Vol. 4 – Stories Of A Hero (Kompilation, Zeitraum: 1978–1982, Label: Zounds, digital remastered)
- 2000 Eye Of The Storm
- 2004 RealLIVE!